# Natalia Ríos
Natalia Romina Ríos (Rosario, 19 ottobre 1980) è una cestista argentina.

## Carriera
Con l'Argentina ha disputato due edizioni dei Campionati mondiali (2002, 2006) e due dei Campionati americani (2001, 2003).